# Мартинес, Маркос
Маркос Мартинес Уча (исп. Marcos Martínez Ucha родился 15 октября 1985 года в Мадриде)— испанский автогонщик.

## Карьера
Мартинес выступал в различных картинговых соревнованиях с 1998 по 2002, когда он перешёл в Испанскую Формулу-Юниор. Он выступал там с переменным успехом в течение трёх лет, после перейдя в Испанскую Формулу-3 в 2005 за команду Racing Engineering и добившись второго места в классе B. В 2006 он перешёл в класс A, добившись победы в Честе, Валенсия. Также он принял участие в трёх гонках Мировой серии Рено, где его лучшими результатами стало четвёртое место на старте и второе на финише. В 2007 он начал участие в Испанской Формуле-3 с новой командой Novoteam. После трёх этапов он перешёл в команду Tec-Auto для того чтобы улучшить свои результаты.
Маркос выступил на последних этапах сезона 2007 GP2 за команду Racing Engineering, выступая вместе с Хавьером Вильей и заменяя Эрнесто Висо. Однако, однако он не смог принять участие в обоих гонках своего первого этапа в Венгрии, так как показал время на круге, которое было больше 107% от времени поул-позиции из-за проблем в квалификации.
Мартинес вернулся в Мировую серии Рено в 2008 за команду Pons Racing, где его напарником стал соотечественник Максимо Кортес, он остался с командой в 2009. Свой сезон он начал с двух побед на трассе Каталунья в Монтмело. В Спа он одержал свою третью подряд победу.

### Результаты выступлений в серии GP2
| Легенда к таблице |                                                                    |
| --- | ------------------------------------------------------------------ |
| В таблице перечислены результаты всех гонок, в которых принимал участие гонщик. Строками таблицы являются сезоны, столбцами — этапы соревнований. В каждой клетке указаны сокращённое название этапа и результат, дополнительно обозначенный цветом. Расшифровка обозначений и цветов представлена в нижеследующей таблице. |                                                                    |
| \| Пример \| Описание \| \| ------------ \| ------------------------------------------------------------------ \| \| 1 \| Победитель \| \| 2 \| Второе место \| \| 3 \| Третье место \| \| 5 \| Финишировал, заработав очки \| \| Сход \| Не финишировал, но при этом заработал очки \| \| 12 \| Финишировал, не получив очков \| \| НКЛ \| Финишировал, но не попал в финальную классификацию \| \| 15 \| Участвовал вне зачёта, либо по отдельной классификации \| \| 18 \| Не финишировал, но попал в финальную классификацию \| \| Сход \| Не финишировал \| \| НКВ \| Не прошёл квалификацию \| \| НПКВ \| Не прошёл предквалификацию \| \| ДСК \| Дисквалифицирован \| \| ИСК \| Исключён из протокола соревнований \| \| ТТ \| Заявлен для участия только в тренировках \| \| НС \| Участвовал в квалификации, но не стартовал в гонке \| \| Т \| Травмирован или болен \| \| ОТК \| Отказ от участия \| \| НТР \| Прибыл на соревнования, но на трассу не выезжал \| \| НПР \| Был заявлен в числе участников, но не прибыл к началу соревнований \| \| О \| Соревнования отменены \| \| \| Не участвовал \| \| Поул-позиция \| \| \| Быстрый круг \| \| |                                                                    |
| Пример | Описание                                                           |
| 1 | Победитель                                                         |
| 2 | Второе место                                                       |
| 3 | Третье место                                                       |
| 5 | Финишировал, заработав очки                                        |
| Сход | Не финишировал, но при этом заработал очки                         |
| 12 | Финишировал, не получив очков                                      |
| НКЛ | Финишировал, но не попал в финальную классификацию                 |
| 15 | Участвовал вне зачёта, либо по отдельной классификации             |
| 18 | Не финишировал, но попал в финальную классификацию                 |
| Сход | Не финишировал                                                     |
| НКВ | Не прошёл квалификацию                                             |
| НПКВ | Не прошёл предквалификацию                                         |
| ДСК | Дисквалифицирован                                                  |
| ИСК | Исключён из протокола соревнований                                 |
| ТТ | Заявлен для участия только в тренировках                           |
| НС | Участвовал в квалификации, но не стартовал в гонке                 |
| Т | Травмирован или болен                                              |
| ОТК | Отказ от участия                                                   |
| НТР | Прибыл на соревнования, но на трассу не выезжал                    |
| НПР | Был заявлен в числе участников, но не прибыл к началу соревнований |
| О | Соревнования отменены                                              |
| | Не участвовал                                                      |
| Поул-позиция |                                                                    |
| Быстрый круг |                                                                    |

| Год  | Команда            | 1     | 2     | 3     | 4     | 5     | 6     | 7     | 8     | 9     | 10    | 11    | 12        | 13        | 14       | 15         | 16         | 17         | 18         | 19         | 20      | 21       | ЛЗ | Очки |
| ---- | ------------------ | ----- | ----- | ----- | ----- | ----- | ----- | ----- | ----- | ----- | ----- | ----- | --------- | --------- | -------- | ---------- | ---------- | ---------- | ---------- | ---------- | ------- | -------- | -- | ---- |
| 2007 | Racing Engineering | БАХ 1 | БАХ 2 | ИСП 1 | ИСП 2 | МОН 1 | ФРА 1 | ФРА 2 | ВЕЛ 1 | ВЕЛ 2 | ЕВР 1 | ЕВР 2 | ВЕН 1 НКВ | ВЕН 2 НКВ | ТУЦ 1 13 | ТУЦ 2 Сход | ИТА 1 Сход | ИТА 2 Сход | БЕЛ 1 Сход | БЕЛ 2 Сход | ВАЛ 1 4 | ВАЛ 2 22 | 22 | 5    |